# Dominicas de Neusatzeck
La Congregación de Hermanas Dominicas de Neusatzeck (en alemán: Kongregation der Dominikanerinnen von Neusatzeck) es una congregación religiosa católica femenina, de vida apostólica y de derecho diocesano, fundada en 1855 por Joseph Bäder y Barbara Kopp (Walburga), en Neusatzeck (Alemania). A las religiosas de este instituto se les conoce como dominicas de Neusatzeck y posponen a sus nombres las siglas O.P.

## Historia
La congregación fue fundada en 1855 por el párroco de Neusatzeck (Alemania), Joseph Bäder, con la ayuda de la religiosa Barbara Kopp. A causa de la persecución contra el párroco, de parte del gobierno liberal, el instituto no obtuvo la aprobación estatal sino hasta 1917. Solo hasta ese momento pudieron obtener igualmente una aprobación eclesiástica y vestir el hábito dominico. El instituto recibió la aprobación como congregación religiosa de derecho diocesano en 1917, de parte del arzobispo Thomas Nörber, de la arquidiócesis de Friburgo.

## Organización
La Congregación de Hermanas Dominicas de Neusatzeck es un instituto religioso nacional, de derecho diocesano y centralizado, cuyo gobierno es ejercido por una priora general. Su sede general se encuentra en Bühl (Alemania). Las dominicas de Neusatzeck se dedican a la pastoral hospitalaria y de acogida.